# Хојте ван Хојтема
Хојте ван Хојтема (хол. Hoyte van Hoytema; Хорген, 4. октобар 1971) холандско-шведски је сниматељ и директор фотографије који је студирао на Националној филмској школи у Лођу. 
Његов рад укључује филмове Отвори врата правом (2008), Боксер (2010), Крпар, кројач, солдат, шпијун (2011), Она (2013), филм о Џејмсу Бонду Спектра (2015), До звезда (2019) и Не (2022). Ван Хојтема је такође познат по сарадњи са режисером Кристофером Ноланом, снимивши филмове Међузвездани (2014), Денкерк (2017), Тенет (2020), Опенхајмер (2023) и Одисеја (2026).
Његов рад су високо хвалили филмски критичари и публика и донео му је више награда, укључујући Оскара из две номинације и БАФТА награду из четири номинације за најбољу кинематографију.